# Papá del corazón
Papá del corazón es la primera telenovela producida por el canal paraguayo Telefuturo, su primer capítulo se transmitió el 24 de marzo de 2008, mientras que su último episodio se emitió el 29 de diciembre de 2008. 
Es una versión libre de la telenovela Argentina "Papá corazón" realizada en 1973 por Canal 13 (Argentina), que fue protagonizada por Andrea del Boca.

## Sinopsis
Cuenta una historia de ficción, de tinte  (Eduardo Lezcano), un chico con muchas ilusiones. Este pequeño encuentra en Dani (Dani da Rosa) -que no es su padre biológico- un verdadero padre. Quien lo acompaña en su vida es su madre Valeria (Paola Maltese), se enamora de Dani, con el cual termina casándose.
La trama incluye diversos personajes, que se inmiscuyen en intrigas, romances, situaciones cómicas y algunas sorpresas.

## Final de la telenovela
Sixto tiene secuestrada a Valeria, Valeria trata de escaparse, lo que pone nervioso a Sixto, Sixto quita su pistola como para matar a Valeria, pero justo llega la policía y lo arrestan, después viene Dani y se abraza con Valeria, más tarde Dani y Valeria se casan muy felices, Ramonita cuenta lo que pasó más adelante, al final se ve a Dani, Valeria y Luisito felices en un parque.

## Elenco
- Paola Maltese es Valeria.
- Dani da Rosa es Dani.
- Eduardo Lezcano es Luisito.
- Carlos Piñánez es Sixto.
- Hernán Melgarejo es Fede.
- Andrea Quattrocchi es Ramonita.
- Natalia Nebbia es Paula.
- Enrique Pavón es Tani.
- Pedro Guggiari es Alcides.
- Lourdes García es Mabel.
- Juan Carlos Cañete es Osvaldo.
- Mirtha Villalba es Teresa.
- Alicia Martín es Andrea.
- Pablo Ardissone es Roberto.
- Santiago Sánchez es Santi.
- Amada Gómez es Ña Chela.
- Anita Recalde es Martha.
- Marisa Monutti es Cleotilde.
- Gustavo Ilutovich es Agustín.
- Héctor Silva es Moncho.
- Jesús Pérez es Gabriel.
- José Luis Ardissone es Serafín.
- Wilfrido Acosta es Jaguarete.
- Juan Carlos Moreno es Arnaldo.
- Regina Bachero es Prudencia.
- Viviana Meza es Esposa de Roberto.
- Grisel Viveros es Liza.
- Fernando Abadie es Juan.
- Lorena Romero es Patricia.
- Cecilia Villalba es Jimena.
- Álex Araujo es Nico.
- María Elsa Núñez es Gaby.
- Cecilia Franco es Lia.
- Juan Martínez es Hijo de Roberto-Amigo de Luisito y Lia.
- Roberto "Chirola" Ruiz es El mismo.
- Nadia Ilutovich es La Monja